# ASPA
ASPA (англ. Aspartoacylase) – білок, який кодується однойменним геном, розташованим у людей на короткому плечі 17-ї хромосоми. Довжина поліпептидного ланцюга білка становить 313 амінокислот, а молекулярна маса — 35 735.
| 10         |  | 20         |  | 30         |  | 40         |  | 50         |
| ---------- |  | ---------- |  | ---------- |  | ---------- |  | ---------- |
| MTSCHIAEEH |  | IQKVAIFGGT |  | HGNELTGVFL |  | VKHWLENGAE |  | IQRTGLEVKP |
| FITNPRAVKK |  | CTRYIDCDLN |  | RIFDLENLGK |  | KMSEDLPYEV |  | RRAQEINHLF |
| GPKDSEDSYD |  | IIFDLHNTTS |  | NMGCTLILED |  | SRNNFLIQMF |  | HYIKTSLAPL |
| PCYVYLIEHP |  | SLKYATTRSI |  | AKYPVGIEVG |  | PQPQGVLRAD |  | ILDQMRKMIK |
| HALDFIHHFN |  | EGKEFPPCAI |  | EVYKIIEKVD |  | YPRDENGEIA |  | AIIHPNLQDQ |
| DWKPLHPGDP |  | MFLTLDGKTI |  | PLGGDCTVYP |  | VFVNEAAYYE |  | KKEAFAKTTK |
| LTLNAKSIRC |  | CLH        |  |            |  |            |  |            |

A: Аланін

C: Цистеїн

D: Аспарагінова кислота

E: Глутамінова кислота

F: Фенілаланін

G: Гліцин

H: Гістидин

I: Ізолейцин

K: Лізин

L: Лейцин

M: Метіонін

N: Аспарагін

P: Пролін

Q: Глутамін

R: Аргінін

S: Серин

T: Треонін

V: Валін

W: Триптофан

Кодований геном білок за функцією належить до гідролаз. 
Білок має сайт для зв'язування з іонами металів, іоном цинку. 
Локалізований у цитоплазмі, ядрі.